# ホーヴゴーデン
ホーヴゴーデンは、スウェーデンのメーラレン湖に浮かぶアデルスユー島（Adelsö）に残る遺跡。この島はヴァイキングが10世紀から11世紀にかけて占領し、スウェーデン王国の王領地のネットワークであるUppsala ödに含まれていた。ホーヴゴーデンは王宮の所在地として、隣のビョルケー島 (en:Björkö, Ekerö) の貿易拠点ビルカを見渡す行政上の中心地でもあった。ホーヴゴーデンにはバイキング時代以来の数千に及ぶ墓所があり、農民たちだけでなく、歴代の王族や豪族の墓もある。
Alsnöhus城と教会が中世に建造され、1279年には封建制度が確立した。

## 世界遺産
ホーヴゴーデンは、同じくメーラレン湖に浮かぶビルカとともに、1993年にユネスコの世界遺産に登録された。ビルカはホーヴゴーデン同様ヴァイキング時代の遺跡が残るほか、831年に聖アンスガル（St Ansgar）が建造したというスウェーデン最古のキリスト教集会所の遺跡が残っている。

### 登録基準
この世界遺産は世界遺産登録基準のうち、以下の条件を満たし、登録された（以下の基準は世界遺産センター公表の登録基準からの翻訳、引用である）。
- (3) 現存するまたは消滅した文化的伝統または文明の、唯一のまたは少なくとも稀な証拠。
- (4) 人類の歴史上重要な時代を例証する建築様式、建築物群、技術の集積または景観の優れた例。